# Ormiscodes claudia
Ormiscodes claudia är en fjärilsart som beskrevs av Felix Bryk 1945. Ormiscodes claudia ingår i släktet Ormiscodes och familjen påfågelsspinnare. Inga underarter finns listade i Catalogue of Life.